# Xysticus nigriceps
Xysticus nigriceps är en spindelart som beskrevs av Lucien Berland 1922. Xysticus nigriceps ingår i släktet Xysticus och familjen krabbspindlar. Inga underarter finns listade i Catalogue of Life.